# Zdeněk Miler
Zdeněk Miler (21. veljače 1921. – 30. studenoga 2011.) bio je češki animator i ilustrator koji je nabolje poznat po svojem animiranom serijalu Krteku o simpatičnoj krtici.
Miler je postao animator dijelom zbog njemačke okupacije Čehoslovačke jer je pravio slogane i karikature za demonstracije protiv okupacije. Kao dijete je volio slikati. 1942. upisao se u narodnu grafičku školu u Pragu. 1948. započeo je raditi u animacijskom studiju Bat'a u Zlinu. Počeo je i raditi u studiju Bratri v triku te ubrzo postao voditelj poduzeća. 
1957. ostvario je svoje životno djelo: prema legendi je tražio lik za crtani film te se spotaknuo o krtičnjak. Stoga je odlučio snimiti kratki animirani film o krtici, Jak krtek ke kalhotkám přišel [Kako je krtica dobila svoje hlače], za koji je dobio Srebrnog lava u Veneciji. Kreacija je postala toliko popularna da je snimio 63 nastavka Krteka, koji su prikazani u 80 država diljem svijeta te stekli popularnost jer su bili bez dijaloga (izuzev prvih kratkih filmova).
Zadnjih deset godina živio je u staračkom domu. Umro je 2011. u dobi od 90 godina.

## Vanjske poveznice
- Krátký Film Praha
- All films by Krátký Film Praha